# Thierhaupten

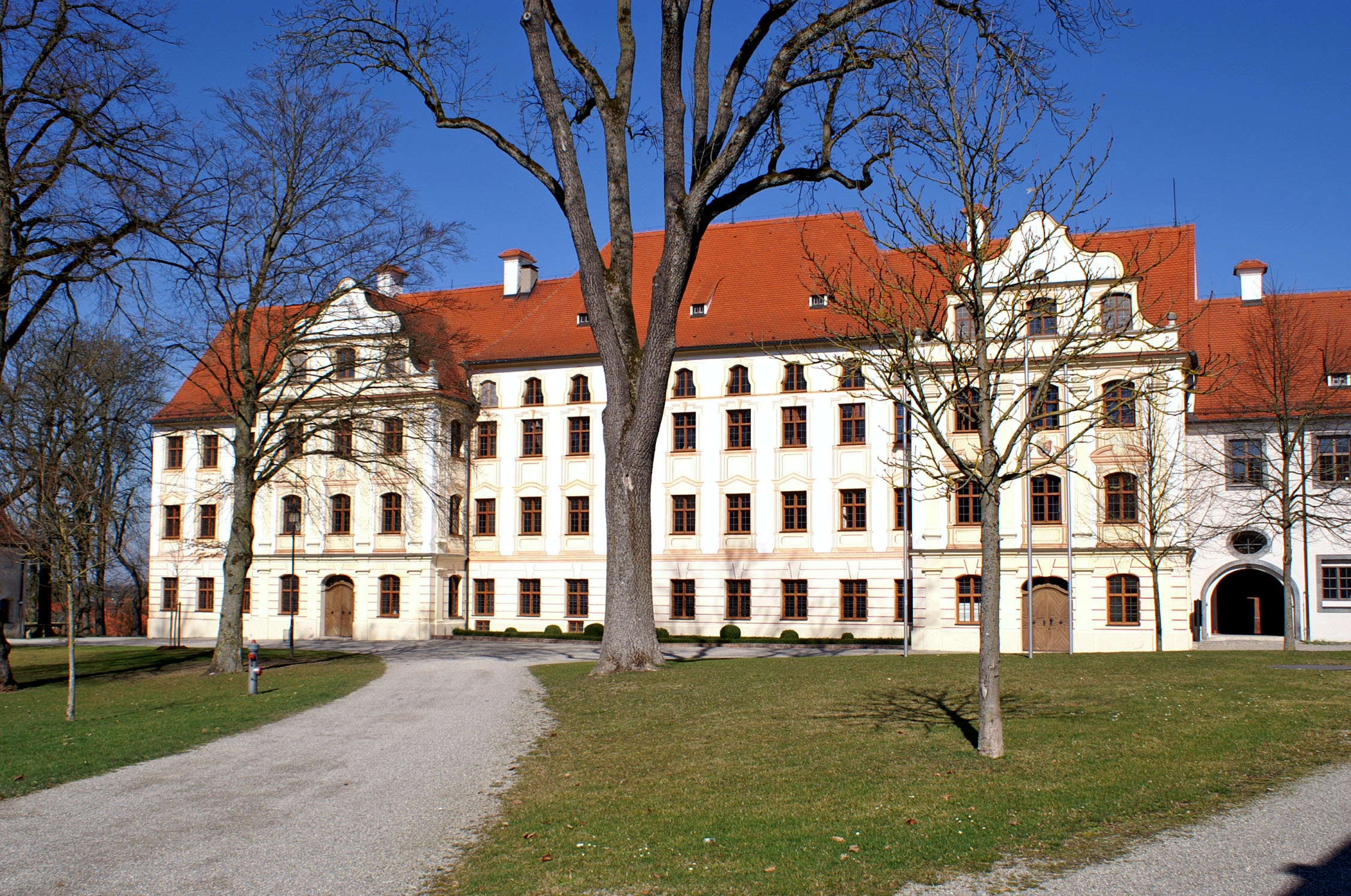
Kloster Thierhaupten

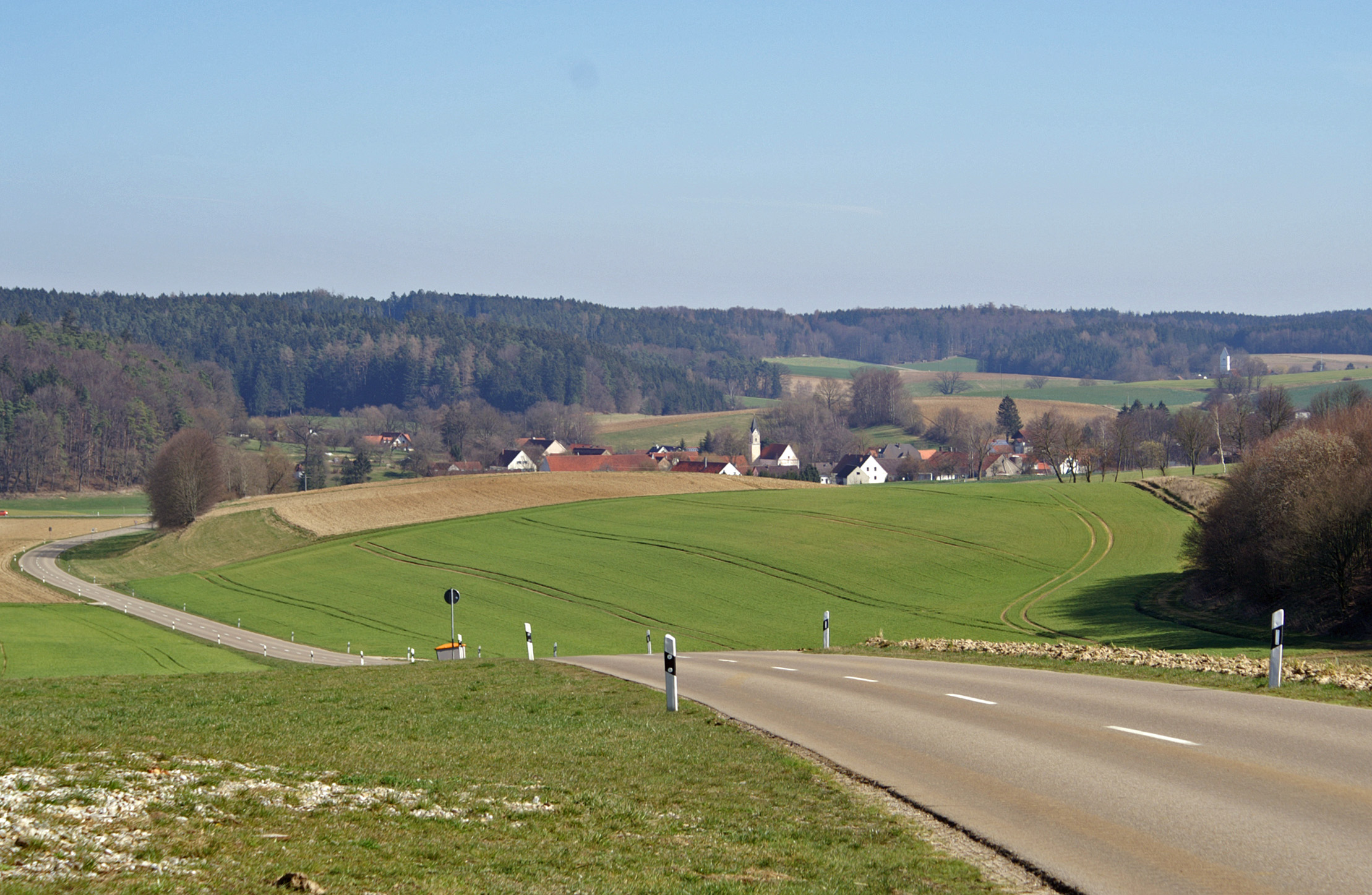
Landschaft östlich von Thierhaupten

Thierhaupten ist ein Markt im Landkreis Augsburg, der östlich des Lechs liegt und deshalb in dem schwäbischen Landkreis die einzige Kommune darstellt, die zum bairischen Dialektgebiet gehört.

## Geografie

### Geografische Lage
Thierhaupten liegt an der östlichen Lechleite ziemlich genau in der Mitte zwischen Augsburg und Donauwörth. Das Unterdorf befindet sich im Lechtal, während das Oberdorf bereits im Hügelland liegt. Die Ortsteile Ötz und Altenbach liegen in der Lechebene, Königsbrunn teilweise ebenfalls auf der Lechleite, Neukirchen, Weiden, Hölzlarn und Sparmannseck im Hügelland. Im Westen grenzt das Gemeindegebiet an den Lech, der die Ortschaft allerdings nicht berührt. Durch Thierhaupten fließt die Friedberger Ach von Süden nach Norden. Vom Weidener Tal im Südosten her kommt die Bitz und mündet in Thierhaupten in die Friedberger Ach. Die Friedberger Ach teilt sich südlich Thierhauptens in den Lüßgraben und den Mühlgraben, die sich innerhalb des Ortes wieder vereinigen. 2007 wurde beschlossen, im südlichen Gemeindegebiet ein Hochwasserrückhaltebecken und einen Damm an der Friedberger Ach zu errichten, um künftig die Gefährdung des Ortes durch Hochwasser zu vermindern bzw. zu verhindern. Auch der Lech ist Richtung Thierhaupten von Dämmen umgeben, nachdem das Pfingsthochwasser 1999 fast zu einer Katastrophe führte.

### Geologie
Höchste Erhebung in Thierhaupten ist der Kühberg (499,1 m ü. NHN) in der Gemarkung Neukirchen. Die Ortschaft Thierhaupten selbst wird dominiert vom Kreuzberg (478,7 m ü. NHN), der das Landschaftsschutzgebiet Kreuzberg bei Thierhaupten bildet. Markant sind auch noch der Wünschenberg (453,7 m ü. NHN) nördlich von Neukirchen und der Eselsberg (483,7 m ü. NHN) südlich von Thierhaupten.
Naturräumlich gehört Thierhaupten zur Donau-Iller-Lech-Platte, die wiederum Teil des Alpenvorlandes ist, eine der Naturräumlichen Haupteinheiten Deutschlands. Das Gemeindegebiet von Thierhaupten verteilt sich wiederum auf die naturräumlichen Untereinheiten Lechtal und Aindlinger Terrassentreppe.
Im Lechtal bestehen die Böden aus Ablagerungen postglazialen Schotters in einem breiten Kastental. Diese Flussterrassen bestehen aus den so genannten Niederterrassen und den Hochterrassen. Die Niederterrassen sind in Thierhaupten mit Auen und den charakteristischen Heiden mit Kalkmagerrasen- und Streuwiesenpflanzengesellschaften bewachsen. Der Lech wird nach Osten hin von einem Band Auwald begleitet (der mit der Altnet das Naturschutzgebiet Lechauen von Thierhaupten bildet), sonst ist die Lechebene in Thierhaupten weitgehend waldfrei, durchsetzt von einzelnen Hecken und Wäldchen. Zu den unter Schutz stehenden Lechtalheiden gehören die Thierhauptener Heide und die Ötzer Heide. Die Hochterrassen, deren Höhenunterschied zu den Niederterrassen 8–10 Meter betragen kann, sind lössbedeckt und gehen in das Hügelland der Aindlinger Terrassentreppe über.
Zum Hügelland der Aindlinger Terrassentreppe hin werden die Ortschaften Thierhaupten und Königsbrunn von großen Waldgebieten eingerahmt (von Nord nach Süd: Brand, Neukirchner Holz, Wolfschlag, Thierhauptner Holz, Ziegelberg, Edenhauser Forst). Dahinter erhebt sich der Kühberg mit Neukirchen, dessen Ostseite sich ins Tal der Kleinen Paar öffnet, flankiert von Weiden, Hölzlarn und Sparmannseck. Hier im Hügelland ist die Lössschicht sehr dick, weshalb sich die Gegend sehr gut für Ackerbau eignet.

### Nachbargemeinden
Im Uhrzeigersinn, beginnend im Norden, grenzt Thierhaupten an folgende Gemeinden östlich des Lechs:
- Münster (Landkreis Donau-Ries) und der Gemeindeteil Hemerten
- Baar (Landkreis Aichach-Friedberg) mit den Gemeindeteilen Unterbaar, Oberbaar und Heimpersdorf
- Pöttmes (Landkreis Aichach-Friedberg) mit dem Gemeindeteil Osterzhausen
- Aindling (Landkreis Aichach-Friedberg) mit den Gemeindeteilen Edenhausen, Eisingersdorf und Pichl
- Todtenweis (Landkreis Aichach-Friedberg) mit den Gemeindeteilen Bach und Sand

sowie westlich des Lechs:
- Meitingen (Landkreis Augsburg) mit den Gemeindeteilen Meitingen, Waltershofen und Ostendorf
- Ellgau (Landkreis Augsburg)

### Gemeindegliederung
Die Gemeinde besteht aus 2 Gemarkungen und hat 8 Gemeindeteile:
- Hauptort und Gemarkung Thierhaupten mit den Weilern Altenbach, Königsbrunn, Ötz und Weiden
- Pfarrdorf und Gemarkung Neukirchen mit dem Dorf Hölzlarn und der Einöde Sparmannseck. Auf der Gemarkung befindet sich die Wieskapelle.

## Geschichte

### Bis zum 19. Jahrhundert
Der Name deutet auf eine ursprünglich germanische Siedlung hin, die wohl Köpfe von Tieren (Tierhäupter → Thierhaupten) aufgestellt hatte. Im Jahr 1776 wurde ein Sandstein-Tierkopf ausgegraben, was als weiterer Hinweis gelten kann.
Einer Sage nach wurde etwa 750 an diesem Ort von dem bayerischen Agilolfinger-Herzog Tassilo III. das Kloster Thierhaupten gegründet. Er soll sich in der Gegend während einer Jagd verirrt haben und einem Gelöbnis nach an dem Ort, an dem er sein Gefolge wiederfand, als Dank ein Kloster erbauen lassen. Der Sage nach wies ihm eine Hirschkuh (Jägersprache: Tier = Hirschkuh) den Weg und daher ist auch noch heute eine Hirschkuh zentral im Thierhauptener Wappen abgebildet.
Im Jahr 955 fand die Schlacht auf dem Lechfeld statt, von der viele Einzelgefechte östlich des Lechs zwischen Thierhaupten und Mering stattfanden. Ein Relikt aus dieser Zeit sind die Überreste der Wallanlagen auf dem Eselsberg, die zu einer ganzen Kette von Ungarnwällen gehören.
Das Benediktinerkloster, eines der ältesten in Bayern, spielte eine wichtige Rolle in der Gegend. Im Mittelalter wurde dem Kloster die niedere Gerichtsbarkeit zugesprochen, welche dem Kloster grundlegende Verwaltungshoheiten sicherte. Der Ort erhielt auch das Marktrecht mit dem Jahr- und Viehmärkte abgehalten werden konnten. Zahlreiche jahrhundertealte Gebäude zeugen von dieser langen Geschichte. Um 1600 wurden das Richterhaus (seit 1834 Pfarrhaus) und eine Schule (jetzt ein Gasthaus) erbaut. Ebenso wurde als Ersatz für die romanische Dorfkirche St. Georg (bereits 1334 urkundlich erwähnt) im Jahr 1599 eine neue größere Dorfkirche St. Georg erbaut, die 1819 abgebrochen wurde. Das älteste Gebäude ist die 1170 erbaute Abteikirche St. Peter und Paul. Sie wurde 1812 zur Pfarrkirche. Im Jahr 1803 gelangte das Kloster selbst durch die Säkularisation in Privatbesitz, die ehemals zum Kloster gehörenden Wälder sicherte sich der bayerische Staat. Die Klosterkirche kaufte der letzte Abt Edmund Schmid und schenkte sie der Gemeinde. Die Marktgemeinde konnte dann im Jahr 1983 die übrigen ehemaligen Klostergebäude käuflich erwerben und hat seitdem die Bausubstanz grundlegend saniert.
Über die Jahrhunderte erlitt Thierhaupten wiederholt kriegsbedingte Schäden. So zum Beispiel während der Ungarneinfälle im 10. Jahrhundert oder im Dreißigjährigen Krieg. Auch im Zweiten Weltkrieg wurde die Gemeinde schwer getroffen.

### Kreiszugehörigkeit
Der Markt Thierhaupten gehörte zum Landkreis Neuburg an der Donau und wurde im Zuge der Kreisreform am 1. Juli 1972 dem Landkreis Augsburg-West, der am 1. Mai 1973 die heutige Bezeichnung Landkreis Augsburg erhielt, zugeordnet.

### Eingemeindungen
Im Zuge der Gebietsreform in Bayern wurden am 1. Mai 1978 die Gemeinden Baar (mit Oberbaar, Unterbaar und Dürnberg), Heimpersdorf (mit Lechlingszell, Oberperlmühle und Unterperlmühle) und Neukirchen (mit Hölzlarn und Sparmannseck) sowie die Ortsteile Altenbach und Königsbrunn der Gemeinde Münster eingegliedert.

### Ausgliederungen
Am 1. Januar 1994 erlangte Baar seine Unabhängigkeit und wurde wieder selbstständig. Nach einer Bürgerabstimmung wechselte ebenfalls am 1. Januar 1994 Heimpersdorf zur neugegründeten Gemeinde Baar.

### Einwohnerentwicklung
Zwischen 1988 und 2018 wuchs der Markt von 3836 auf 3993 um 157 Einwohner bzw. um 4,1 %. Zu berücksichtigen ist dabei die Ausgliederung von Baar 1994.

## Politik

### Gemeinderat
Der Gemeinderat setzt sich aus dem 1. Bürgermeister und 16 Gemeinderäten zusammen.
| Parteien     | 2020   | 2020  |
| Parteien     | Anteil | Sitze |
| ------------ | ------ | ----- |
| CSU          | 35,4 % | 6     |
| Freie Wähler | 23,7 % | 4     |
| SPD          | 13,8 % | 2     |
| JBU          | 15,4 % | 2     |
| UB           | 8,2 %  | 1     |
| JFW          | 3,5 %  | 1     |

(Stand: Kommunalwahl 2020)
Gegenüber der Kommunalwahl von 2014 verloren die Unabhängigen Bürger (UB) einen Sitz, der an die erstmals kandidierenden Jungen Freien Wähler (JFW) fiel.
Erster Bürgermeister ist seit 2014 Anton Brugger (CSU); er wurde am 15. März 2020 mit 67,1 % der Stimmen im Amt bestätigt.

### Bisherige Bürgermeister (seit 1924)
- Ignaz Ludl (1924–1939)
- Josef Herb (1939–1945)
- Edmund Hölzl (1945–1949, gewählt seit 1946, 1945 von den Amerikanern eingesetzt)
- Xaver Brugger (1949–1969)
- Heinrich Schieder (1969–1978)
- Fritz Hölzl (1978–1996)
- Franz Neher (1996–2014)
- Anton Brugger (seit 2014)

### Wappen
|  | Blasonierung: „Unter Schildhaupt mit den bayerischen Rauten in Blau der Rumpf einer rot gezungten goldenen Hirschkuh.“ |
|  | |

## Kultur und Sehenswürdigkeiten

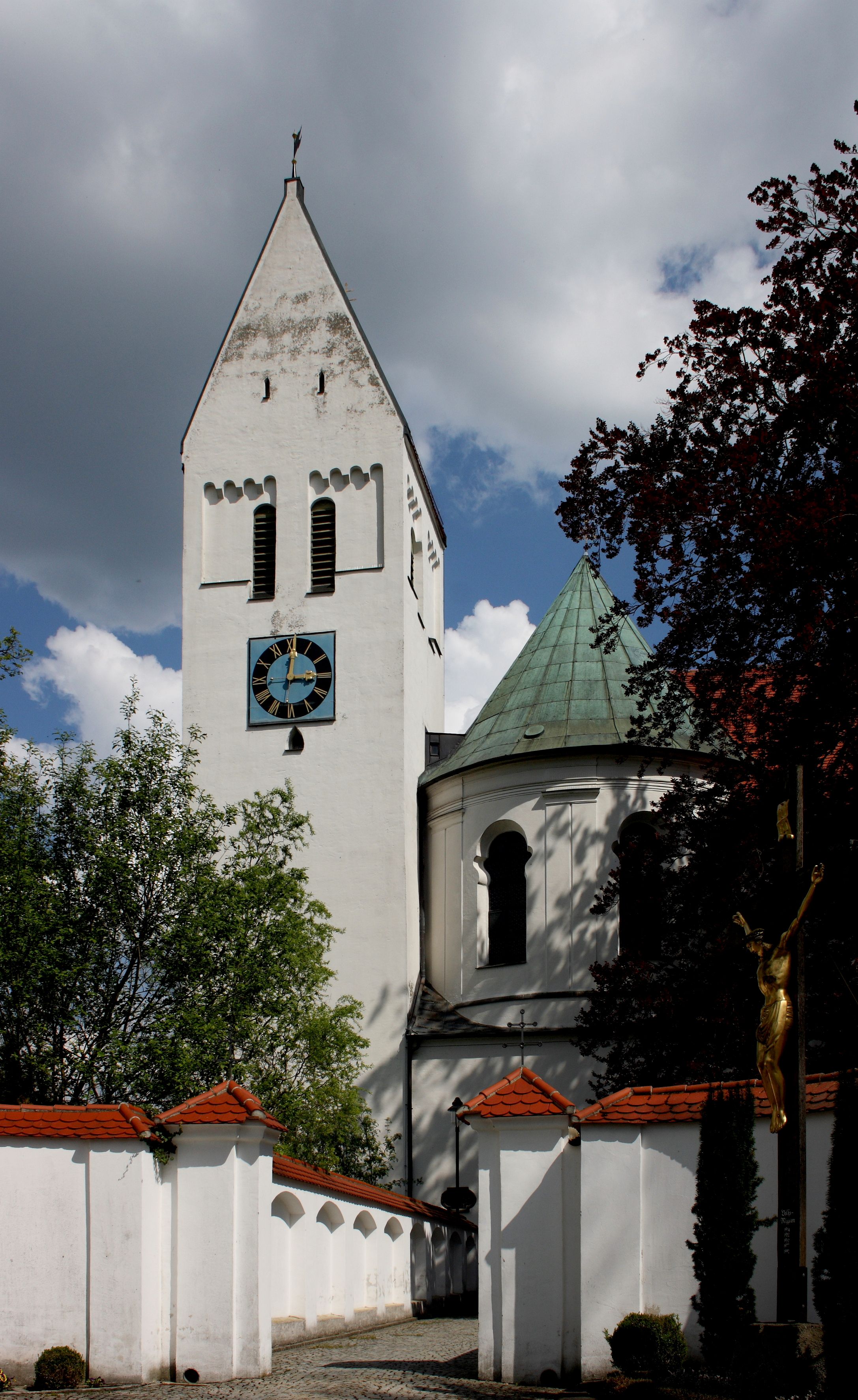
Ehemalige Abteikirche St. Peter und Paul

### Museen
- Heimat- und Trachtenmuseum
- Klostermühlenmuseum, mit Mahlmühlen, einem Hadernstampfwerk, einer Ölmühle und dem Modell einer Sägemühle.

### Bauwerke
- Kloster Thierhaupten, ehemaliges Benediktinerkloster
- Klosterkirche St. Peter und Paul in Thierhaupten
- Pfarrkirche St. Vitus in Neukirchen

### Regelmäßige Veranstaltungen
- Festwoche Thierhaupten, jährlich stattfindendes Volksfest, das in einem Festzug mit von Pferden gezogenen Blumenwagen gipfelt; meist fünf bis sechs Tage um den 15. August herum; die örtlichen Vereine wechseln sich in der Ausrichtung der Festwoche ab.
- Leonhardiritt Hölzlarn
- Kunsthandwerkerhof mit Gartenfest in der Klosteranlage Thierhaupten; Ausrichter ist der Obst- und Gartenbauverein des Ortes.
- Gartenfest des Musikvereines, findet meist eine Woche vor dem des Obst- und Gartenbauvereins statt.
- Fischerfest des Fischervereins im Klosterkuhstall, mit vielen regionalen Fischspezialitäten, meist in einer der beiden ersten Novemberwochen.

## Wirtschaft und Infrastruktur

### Arbeitsplätze
In der Gemeinde gibt es 1092 sozialversicherungspflichtige Arbeitsplätze, davon 673 im produzierenden Gewerbe (Stand 2017).

### Verkehr
Durch Thierhaupten geht die Staatsstraße St 2045 („Meitinger Straße“), die von Westen (Meitingen, autobahnähnlich ausgebaute B 2) her über Thierhaupten nach Baar (Schwaben) und Pöttmes und weiter nach Osten führt. Im Januar 2009 wurde die bisherige Kreisstraße A 25 wegen erhöhten Verkehrsaufkommens zur Staatsstraße St 2381 aufgestuft („Baarer Straße“, Teile der „Herzog-Tassilo-Straße“, „Augsburger Straße“). Diese führt von der St 2047 (Rain am Lech) über Thierhaupten nach Süden (Affing-Mühlhausen), wo sie in die St 2035 mündet. Durch die neue Streckenführung der Romantischen Straße zwischen Donauwörth und Augsburg auf der altbairischen Seite des Lechs über Thierhaupten statt wie bisher über die B 2 auf der schwäbischen Seite liegt auch Thierhaupten auf dieser wichtigen Route, wovon sich der Ort touristische Impulse erhofft.
Innerorts leidet Thierhaupten unter einer hohen Verkehrsbelastung, die vor allem dadurch bedingt ist, dass nach der Thierhaupten-Meitinger Lechbrücke nach Norden etwa 20 km keine Brücke über den Lech existiert, weshalb der ganze Verkehr aus dem Dreieck Meitingen–Rain–Pöttmes über diese Brücke fährt, um nach Süden bzw. Westen zu gelangen. Analoges gilt für die schwäbische Seite in umgekehrter Richtung.
Von der St 2381 (Augsburger Straße) führt die Kreisstraße A 26 über den Ortsteil Neukirchen bis zur Landkreisgrenze zum Landkreis Aichach-Friedberg vor Osterzhausen, wo sie sich als  AIC 31 fortsetzt.

### Ansässige Unternehmen
Das Omnibusunternehmen Egenberger Reisen hat ihren Sitz in Thierhaupten.

### Bildung
- Akademie für Handwerkerfortbildung
- Bayerisches Bauarchiv
- Gemeindebücherei Thierhaupten
- Grund- und Mittelschule Thierhaupten
- Jugendfreizeitstätte Thierhaupten
- Kindergarten Neukirchen
- Kindergarten St. Peter und Paul Thierhaupten
- Schule der Dorf- und Landentwicklung Thierhaupten